# بنی حیان
بنی حیان (به عربی: بني حيان) یک منطقهٔ مسکونی در لبنان است که در شهرستان مرجعیون واقع شده‌است.
 بنی حیان   ۵۰۵ متر بالاتر از سطح دریا واقع شده‌است.